# 渡辺裕也
渡辺 裕也（わたなべ ゆうや、1983年4月16日 - ）は、日本の俳優・歌手。ロ・ロール及びアイエス・フィールド所属。千葉県出身。身長172cm、体重65kg。

## 来歴
東京スクールオブミュージック専門学校・ボーカルコース卒業。エイベックス・アーティストアカデミー（特待生）終了後に、都内を中心にライブ活動を展開。
レコーディング等のサポートボーカルや、各種企業パーティーやディナーショーなどでの歌唱等、幅広く活動している。

## 出演

### 映画
- 劇場版 零 ゼロ（2014年9月26日、安里麻里監督） - 唐津九郎役[1]

### オリジナルビデオ
- 東京地下女子刑務所4（2016年）

### テレビ
- ザ!世界仰天ニュース（2015年、日本テレビ） - 犯人・李勇役
- きじまりゅうたの小腹がすきました!（2016年、NHK）
- 中居正広の金曜日のスマイルたちへ（2016年、TBS)
  - 『高橋みなみ篇』
  - 『北村弁護士篇』 - 警官役
- 総合診療医ドクターG（2016年、NHK） - 指導医水野役
- ニンゲン観察バラエティ モニタリング（2016年、TBS）
- たけしの健康エンターテインメント!みんなの家庭の医学（2016年、テレビ朝日）
- 絶対帰還カエルーン(2017年、千葉テレビ) - 主役 高梨タケト/カエルーン(声)
  - 絶対帰還カエルーン2(2018年、千葉テレビ)
- 熱唱!ミリオンシンガー（日本テレビ）
- バツコイ 第6話・第7話・第10話（2024年11月24日・12月1日・22日、BSテレ東） - 円勝寺隼人 役[2]

### ウェブドラマ
- オンラインシネマ「GIFT〜しあわせのカタチ〜」（2020年5月29日、ABEMA）[3]

### 舞台
- ゴジラ（2013年、SET発表会）
- おい!オヤジ（2013年、SET発表会）
- タイツマンズ（2013年、SET発表会）
- エキスポ（2014年4月19日・横浜市泉区民文化センター/2014年4月22日-4月27日・中野ザ・ポケット、スタミナや公演）
- 天然女房のスパイ大作戦（2014年、熱海五郎一座新橋演舞場進出記念公演）
- 秘密（2025年公演予定、劇団普通）[4]

### CM
- Peugeot　体感試乗キャンペーン（2016年）
- おそうじ本舗　『スタッフ篇』『お客様篇』（2016年）[5][6]
- エバラ　エバラすき焼きのたれ『年末はすき焼きでしょ』篇（2016年）
- しまむら『ファイバーヒート厚』（2016年）
- アイダ設計『現場編』（2016年）

### VP
- イーライリリー・アンド・カンパニー（2016年）
- みなまきみらいプロジェクト（2016年）

### 雑誌
- 月刊songs『午後3時のラップ講座』（2004年）
- ヤングエース（2014年9月号-12月号）

### MV
- GARNiDELiA『MIRAI』